# Хізр Хан
Хізр Хан (*д/н — 20 травня 1421) — делійський султан в 1414—1421 роках. Був засновником династії Сайїд.

## Життєпис
Походив з пенджабського знатного роду клану Хокар. Сам він просунув версію, що був нащадком Хусейна ібн Алі, онука пророка Мухаммеда, який мав титул сайїда. Син Маліка Сулеймана, якого всиновив Малік Мардан Даулат, валі (намісник) Мултану. Малік Сулейман обійняв посаду валі після смерті Маліка Шейха, рідного сина Малік Мардан Даулата. Після смерті батька сам Хірз Хан отримав посаду валі від делійського султана Фіроз Шаха Туґхлака.
1395 року був вигнаний з Мултана Саранг-ханом, братом візира Маллу Ікбал-хана. Він утік до Мевату і пізніше приєднався до чагатайського аміра Тимура. 1398 року на чолі війська завдав поразки Караму Самма, джаму Сінду, якого повалив, поставивши на трон Фатіх Хана, який визнав владу Тимура. Вважається, що 1399 року перед своїм від'їздом Тимур призначив Хізр Хана своїм намісником у Делі, хоча він міг лише встановити свій контроль над Мултаном, Діпалпуром і частиною Сінда. Насправді намісником був Маллу Ікбал Лоді, який 1401 року повернув до Делі султана Махмуд-шаха Туґлака. Хізр Хан почав війну проти роду Лоді.
1405 року завдав поразки Маллу Ікбал-хана Лоді. Водночас стикнувся з вторгненням Пір-Мухаммеда (онука Тимура), намісника Кандагару, який зайняв Мултан та південний Пенджаб і Сінд. Потім рушив на Делі, де завдав поразки роду Лоді. Цим скористався Хізр Хан, що перейшов у наступ проти останніх, насамперед Даулат-хана, валі Лахору, який перед тим зайняв Делі.
28 травня 1414 року захопив Делі та ув'язнив Даулат-хана Лоді. Після свого вступу на престол Хізр-хан призначив Малік-ус-Шарк Тухфа своїм візиром й тадж-уль-мульком, але, побоюючись Шахрух Мірзі, правителя Герату, не взяв титул султана. Натомість отримав від останнього титул намісника (раят-і-ала). визнавши зверхність держави Тимуридів.
За цим відправив військо на чолі з Тухфом для придушення повстання Хар Сінґха, раджі Катехара, який зазнав поразки й мусив підкоритися. У липні 1416 року Тукфу було відправлено дов Баяну і Гваліору, де вона займалися здирництвом, намагаючись поповнити скарбницю. У 1417 році Хізр Хан отримав від Шахрух Мірзи дозвіл на те, щоб його власне ім'я також доповнювалося ім'ям Шахруха та титул маснад-і-аалі. У 1418 році Хар Сінгх знову підняв повстання, але зазнав повної поразки.
Під час його правління монети й далі карбували за зразком династії Туглак. Помер 1421 року. Йому спадкував син Мубарак-шах.